# Villers-Carbonnel
Villers-Carbonnel ist eine nordfranzösische Gemeinde mit 300 Einwohnern (Stand 1. Januar 2022) im Département Somme in der Region Hauts-de-France im Norden von Frankreich. Die Gemeinde gehört zum Arrondissement Péronne und ist Teil der Communauté de communes de la Haute Somme.

## Geographie
Die an der Kreuzung der Départementsstraßen D1029 (Teil der Chaussée Brunehaut) und D1017 (frühere Nationalstraße 17) gelegene Gemeinde liegt 8,5 km südwestlich von Péronne. Die Somme begrenzt die Gemeinde nach Osten. Die Teiche der oberen Somme im Gemeindegebiet sind für ihre Aalbestände bekannt. Zu der Gemeinde gehören die Weiler Pont-les-Brie und Horgny.
Die im Personenverkehr nicht mehr bediente Bahnstrecke von Saint-Just-en-Chaussée nach Douai über Chaulnes und Péronne führt durch Villers-Carbonnel.

## Geschichte
In La Sole d’Happlincourt wurde eine Siedlungsstelle aus dem Neolithikum ergraben.  Dabei wurde eine neolithische Statuette (die Dame von Villers-Carbonnel) entdeckt.
Bei Villers-Carbonnel kam 1916 bei einem Luftkampf der hochdekorierte deutsche Flieger Kurt Wintgens ums Leben.

## Sehenswürdigkeiten
- An der Somme liegen die Ruinen von Schloss Happlaincourt aus dem 13. Jahrhundert, das im Ersten Weltkrieg in der Schlacht an der Somme zerstört worden ist. Die Ruinen sind seit 1926 in die Liste der Monuments historiques eingetragen.
- Die Kirche Saint-Quentin besitzt abstrakte Glasfenster nach einem Entwurf von Pierre Dmitrienko (1925–1974).
- Brennerei, später chemische Fabrik.
- An der Chaussée Brunehaut liegt ein Soldatenfriedhof (Nécropole nationale).

| 1962 | 1968 | 1975 | 1982 | 1990 | 1999 | 2006 | 2018 |
| ---- | ---- | ---- | ---- | ---- | ---- | ---- | ---- |
| 346  | 319  | 291  | 267  | 272  | 304  | 298  | 348  |

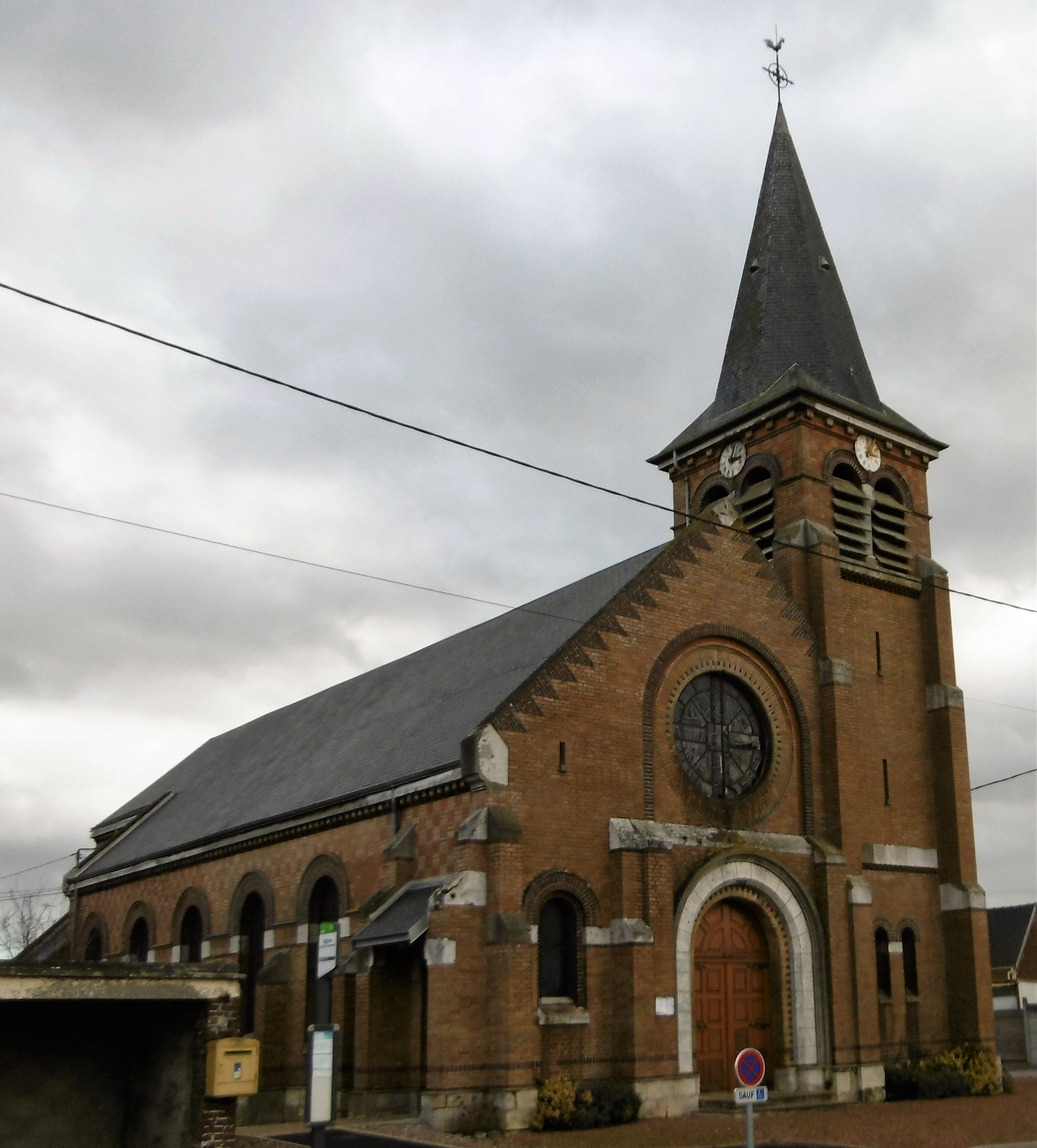
Kirche Saint-Quentin
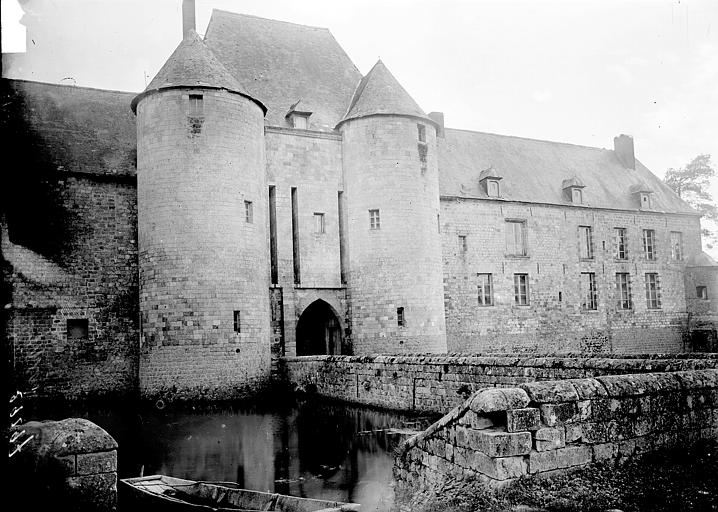
Schloss Happlaincourt 1916
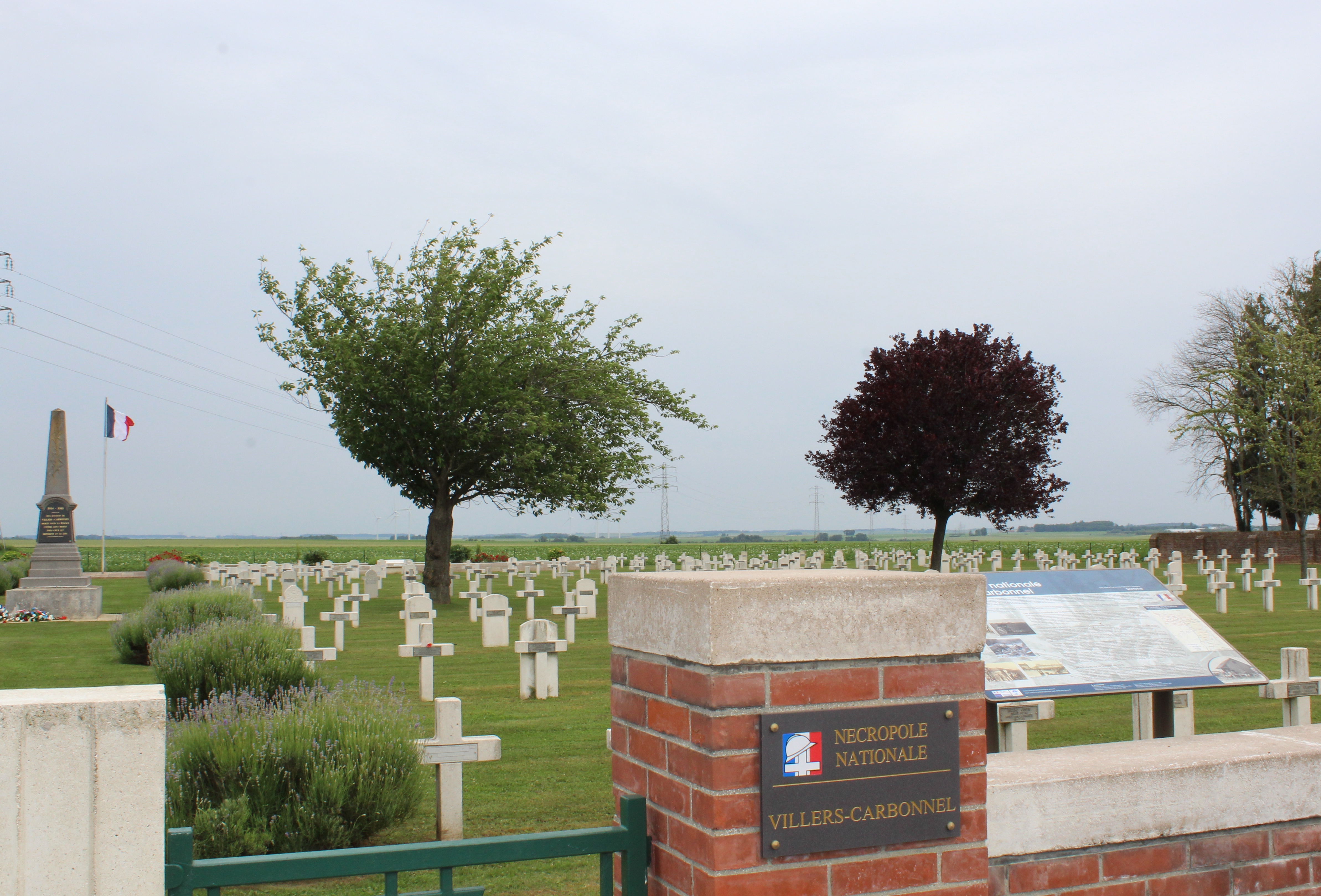
Französischer Soldatenfriedhof